# Tela de plasma

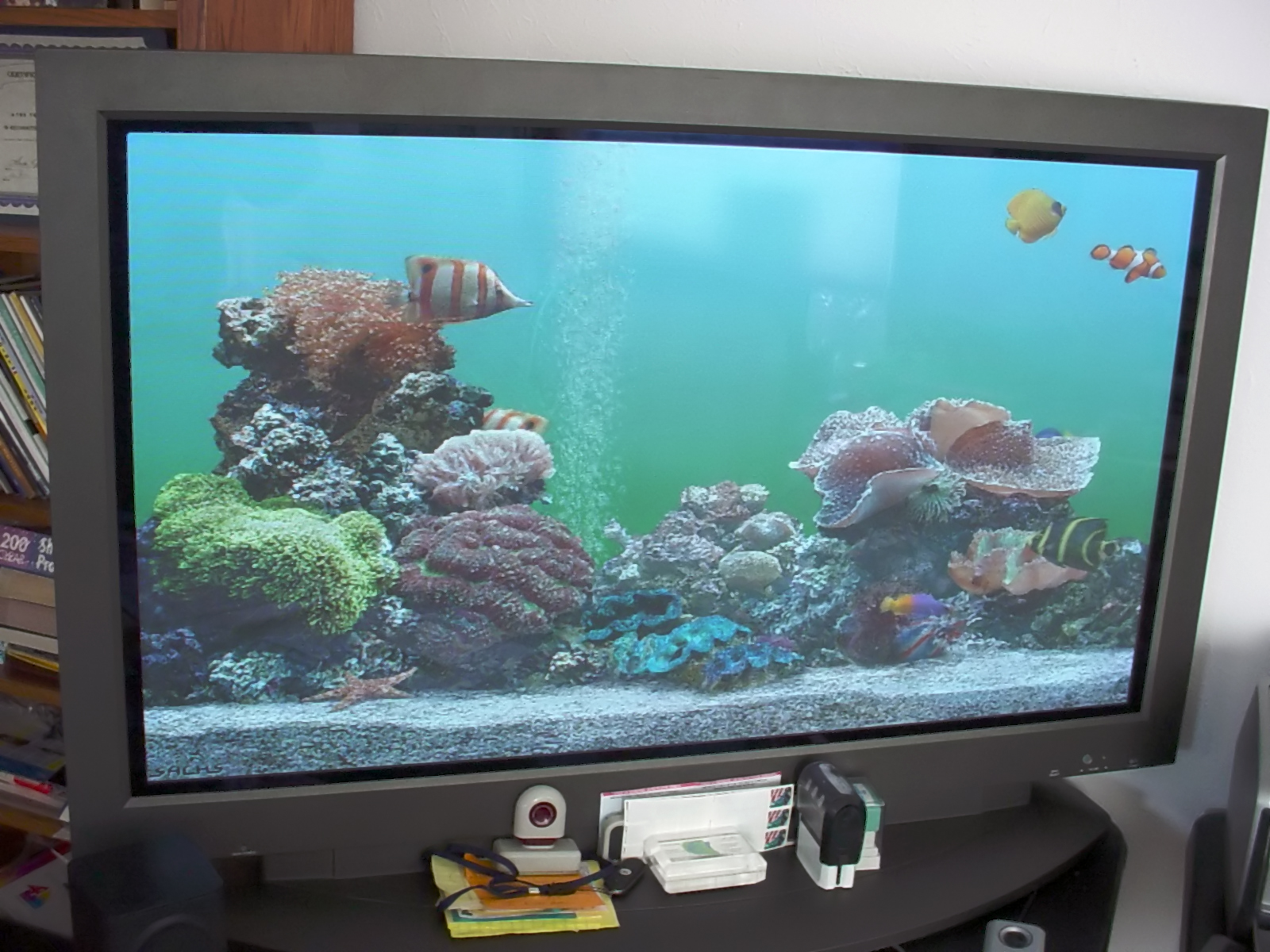
Tela de plasma.

Uma tela de plasma (português brasileiro) ou ecrã plasma, plasma (português europeu) é um dispositivo baseado na tecnologia de painéis de plasma (PDP, Plasma Display Panel), que foi aprimorada na última década para o mercado da televisão de alta definição (HDTV). O funcionamento baseia-se na ionização de gases nobres (plasma) contidos em minúsculas células revestidas por fósforo.
Televisores de plasma têm tela totalmente plana e estão disponíveis em tamanhos até 150 polegadas, com resoluções até 3840 × 2160 píxeis. Apresentam excepcional reprodução de cores e são fabricados na proporção widescreen. São painéis finos, de volume bastante reduzido em comparação aos monitores de tubo e retroprojeção com área de tela equivalente.

## História
O primeiro monitor monocromático de plasma foi desenvolvido em 1964 para os computadores PLATO, em parceria com a Universidade de Illinois em Urbana-Champaign por Donald Bitzer, H. Gene Slottow e o estudante Robert Wilson. As vantagens da aplicação de monitores de plasma em informática até meados da década de 70, eram sua robustez e por não necessitarem de buffer de dados para atualização de imagens. Com a queda de preço dos semicondutores (Lei de Moore) os CRTs dominaram o mercado até o final dos anos 90.
Em 1997, a Fujitsu introduziu o primeiro televisor de plasma 42 polegadas no varejo. Este tinha resolução de 852x480 (EDTV), varredura progressiva e custava US$ 14.999 à sua estreia.

## Funcionamento

Composição de uma tela de plasma.

Ecrãs de plasma ionizam gases nobres contidos em minúsculas células revestidas por fósforo nas cores primárias, que agem como lâmpadas fluorescentes microscópicas, emitindo luz ao serem ionizados pelo campo elétrico.
As células em um ecrã de plasma são arranjadas em uma matriz de milhares de pontos, onde cada conjunto de 3 células emitindo luzes em cores diferentes representa um pixel. Uma tela 1080p com diagonal medindo 106 cm (42 polegadas) deve possuir mais de 6 milhões de células totalizando mais de 2 milhões de pixels. O microprocessador associado ao painel envia energia elétrica individualmente a cada célula, no mínimo 24 vezes por segundo, célula a célula, para criar a imagem. Variando-se a intensidade da corrente elétrica aplicada a cada célula, varia-se também a intensidade da luz emitida, obtendo até 68 bilhões de cores (36 bits).
Ao contrário dos ecrãs LCD que por polarização da luz possuem limitação do seu ângulo de visão, os ecrãs de plasma possuem ângulo de visão semelhante ao dos televisores de tubo e estão disponíveis em tamanhos de 32 a 150 polegadas e resoluções de 852x480p até 3840 × 2160 píxeis.